# Deutscher Arbeiterbildungsverein
Der Deutsche Arbeiterbildungsverein (englisch German Workers Educational Association) war ein von Mitgliedern des Bundes der Gerechten (Karl Schapper, Joseph Moll und Wilhelm Weitling u. a.) am 7. Februar 1840 in London gegründeter Arbeiterverein kommunistischer Ausrichtung. Der später in Kommunistischer Arbeiterbildungsverein umbenannte Verein galt als eine der bedeutendsten Vereinigungen emigrierter deutscher Kommunisten und Vorläufer des Bundes der Kommunisten. Er existierte bis zum Jahre 1919. Von Juni 1858 bis  April 1859 gab der Verein „Die Neue Zeit. Organ der Demokratie“ heraus und von Mai bis Juli 1859 die Zeitung Das Volk.

## Ziele
Ziel des Communistischen Arbeiter-Bildungs-Vereins war die Etablierung einer kommunistischen Gesellschaft. Hierfür sollten Arbeiter über die kapitalistischen Gesellschaftsverhältnisse aufgeklärt werden, um so das Revolutionspotential des Proletariats zu erwecken beziehungsweise zu vergrößern. Sozialreformerische Ansätze, wie sie viele andere Arbeiterbildungsvereine verfolgten, wurden vom Londoner Arbeiterbildungsverein als Zugeständnisse an die bestehende Gesellschaftsordnung abgelehnt.
Neben diesem Bildungsauftrag diente der Verein vornehmlich als intellektuelle Keimzelle und Diskussionsforum für kommunistische Vordenker wie Wilhelm Weitling, Karl Marx und Friedrich Engels.

## Bekannte Mitglieder
- Heinrich Bauer
- Johann Georg Eccarius
- Oscar Eisengarten
- Leó Frankel
- George Julian Harney
- Friedrich Leßner
- Wilhelm Liebknecht
- Wilhelm Pieper
- Carl Heinrich Pfänder
- Jakob Lukas Schabelitz
- August Schärttner
- Conrad Schramm
- Sebastian Seiler
- August Willich
- Ferdinand Wolff
- Wilhelm Wolff

Aufgrund von Konflikten über die inhaltliche Ausrichtung traten mehrere Mitglieder wie Bauer, Pfänder, Eccarius, Seiler, Marx, Schramm, Engels, Wolff und Liebknecht im September 1850 geschlossen aus.